# Mapeop (Berg)
Der Mapeop ist ein osttimoresischer Berg im Verwaltungsamt Bobonaro (Gemeinde Bobonaro) mit einer Höhe von 1235 m. Er verläuft parallel des Gebirgszugs des Berges Leber und bildet die Grenze zwischen den Sucos Leber im Norden und Sibuni im Süden. Zwischen den beiden Bergmassiven liegt das Dorf Holbese im Suco Leber. Südlich des Berges Mapeop befindet sich das Dorf Mapeop (Suco Sibuni).